# Sữa trứng bí đỏ dừa
Sữa trứng bí đỏ dừa (tiếng Thái: สังขยาฟักทอง, sangkhaya fak thong, [sǎŋkʰajǎː fák tʰɔːŋ]; tiếng Khmer: សង់ខ្យាល្ពៅ, sankhya lapov'; tiếng Lào: ສັງຂະຫຍາໝາກອຶ, sangkhaya maku) là món tráng miệng Đông Nam Á, bao gồm sữa trứng dừa được nướng bằng bí đỏ hoặc kabocha. Đặc điểm dễ nhận biết của sữa trứng bí đỏ dừa là sữa trứng cho vào bên trong quả bí và món này thường được trình bày nguyên miếng.